# Al Rifa
Al Rifa, detta anche Al Raffa,  è un quartiere di Dubai, si trova nella regione di Bur Dubai, nel settore occidentale di Dubai.